# BloodPop
BloodPop (* 15. August 1990 in Kansas City, Kansas; bürgerlich Michael Tucker), ehemals auch bekannt als Blood Diamonds, ist ein US-amerikanischer Musiker, Musikproduzent und Songwriter. Er war unter anderem beteiligt an der Produktion des Albums Purpose von Justin Bieber. Nachdem er bereits 2016 mit Joanne das 5. Studioalbum von Lady Gaga co-produzierte, arbeitete er 2019 als Hauptproduzent an ihrem 6. Studioalbum Chromatica. Dieses wurde bei den Grammys 2021 in der Kategorie Best Pop Vocal Album nominiert. Die Single Rain on Me, an der er als Produzent und Autor beteiligt war, erhielt darüber hinaus im selben Jahr eine Nominierung in der Kategorie Best Pop Duo/Group Performance.

## Diskografie

### EPs
- 2012: Phone Sex (als Blood Diamonds)
- 2013: Osaka (als Blood Diamonds)
- 2015: Barcode (als Blood Diamonds)

### Singles
| Jahr | Titel Album                                 | Höchstplatzierung, Gesamtwochen, AuszeichnungChartplatzierungen (Jahr, Titel, Album, Platzierungen, Wochen, Auszeichnungen, Anmerkungen) | Höchstplatzierung, Gesamtwochen, AuszeichnungChartplatzierungen (Jahr, Titel, Album, Platzierungen, Wochen, Auszeichnungen, Anmerkungen) | Höchstplatzierung, Gesamtwochen, AuszeichnungChartplatzierungen (Jahr, Titel, Album, Platzierungen, Wochen, Auszeichnungen, Anmerkungen) | Höchstplatzierung, Gesamtwochen, AuszeichnungChartplatzierungen (Jahr, Titel, Album, Platzierungen, Wochen, Auszeichnungen, Anmerkungen) | Höchstplatzierung, Gesamtwochen, AuszeichnungChartplatzierungen (Jahr, Titel, Album, Platzierungen, Wochen, Auszeichnungen, Anmerkungen) | Anmerkungen                                                                     |
| Jahr | Titel Album                                 | DE | AT | CH | UK | US | Anmerkungen                                                                     |
| ---- | ------------------------------------------- | --- | --- | --- | --- | --- | ------------------------------------------------------------------------------- |
| 2017 | Friends –                                   | DE4 Platin · (35 Wo.)DE | AT2 (25 Wo.)AT | CH3 (23 Wo.)CH | UK2 Platin · (16 Wo.)UK | US20 Platin · (10 Wo.)US | Erstveröffentlichung: 17. August 2017 Verkäufe: + 2.760.000; mit Justin Bieber  |
| 2018 | Capital Letters Fifty Shades Freed (O.S.T.) | DE32 Gold · (9 Wo.)DE | AT24 (8 Wo.)AT | CH31 (8 Wo.)CH | UK39 Silber · (8 Wo.)UK | — | Erstveröffentlichung: 12. Januar 2018 Verkäufe: + 825.000; mit Hailee Steinfeld |

Weitere Singles
- 2014: Go (als Blood Diamonds mit Grimes)
- 2018: A Good Night (mit John Legend)
- 2019: Newman

### Autorenbeteiligungen und Produktionen
| Jahr | Titel Interpretation                 | Höchstplatzierung, Gesamtwochen, AuszeichnungChartplatzierungen (Jahr, Titel, Interpretation, Platzierungen, Wochen, Auszeichnungen, Anmerkungen) | Höchstplatzierung, Gesamtwochen, AuszeichnungChartplatzierungen (Jahr, Titel, Interpretation, Platzierungen, Wochen, Auszeichnungen, Anmerkungen) | Höchstplatzierung, Gesamtwochen, AuszeichnungChartplatzierungen (Jahr, Titel, Interpretation, Platzierungen, Wochen, Auszeichnungen, Anmerkungen) | Höchstplatzierung, Gesamtwochen, AuszeichnungChartplatzierungen (Jahr, Titel, Interpretation, Platzierungen, Wochen, Auszeichnungen, Anmerkungen) | Höchstplatzierung, Gesamtwochen, AuszeichnungChartplatzierungen (Jahr, Titel, Interpretation, Platzierungen, Wochen, Auszeichnungen, Anmerkungen) | Anmerkungen                                                   |
| Jahr | Titel Interpretation                 | DE | AT | CH | UK | US | Anmerkungen                                                   |
| ---- | ------------------------------------ | --- | --- | --- | --- | --- | ------------------------------------------------------------- |
| 2014 | Devil Pray Madonna                   | — | — | CH59 (1 Wo.)CH | — | — | Erstveröffentlichung: 20. Dezember 2014                       |
| 2015 | Sorry Justin Bieber                  | DE3 Platin · (35 Wo.)DE | AT2 (25 Wo.)AT | CH2 (7 Wo.)CH | UK1 ×5Fünffachplatin · (16 Wo.)UK | US1 Diamant · (10 Wo.)US | Erstveröffentlichung: 1. November 2015 Verkäufe: + 17.288.333 |
| 2015 | Touch Pia Mia                        | — | — | — | UK47 Silber · (12 Wo.)UK | — | Erstveröffentlichung: 30. Oktober 2015                        |
| 2015 | I’ll Show You Justin Bieber          | DE45 (6 Wo.)DE | AT35 (4 Wo.)AT | CH40 (2 Wo.)CH | UK15 Gold · (15 Wo.)UK | US19 Platin · (12 Wo.)US | Erstveröffentlichung: 1. November 2015 Verkäufe: + 1.685.000  |
| 2015 | Mark My Words Justin Bieber          | DE90 (1 Wo.)DE | — | — | UK33 Silber · (8 Wo.)UK | US42 Gold · (4 Wo.)US | Erstveröffentlichung: 13. November 2015 Verkäufe: + 765.000   |
| 2015 | Children Justin Bieber               | DE78 (1 Wo.)DE | AT61 (1 Wo.)AT | — | UK44 Silber · (5 Wo.)UK | US74 Gold · (1 Wo.)US | Erstveröffentlichung: 13. November 2015 Verkäufe: + 720.000   |
| 2016 | Perfect Illusion Lady Gaga           | DE31 (2 Wo.)DE | AT21 (4 Wo.)AT | CH16 (4 Wo.)CH | UK12 Silber · (6 Wo.)UK | US15 Gold · (6 Wo.)US | Erstveröffentlichung: 9. September 2016 Verkäufe: + 860.000   |
| 2016 | A-Yo Lady Gaga                       | — | — | CH62 (1 Wo.)CH | UK66 (1 Wo.)UK | US66 (1 Wo.)US | Erstveröffentlichung: 18. Oktober 2016                        |
| 2016 | Million Reasons Lady Gaga            | DE85 Gold · (1 Wo.)DE | AT52 (3 Wo.)AT | CH7 (29 Wo.)CH | UK39 Platin · (10 Wo.)UK | US4 ×3Dreifachplatin · (20 Wo.)US | Erstveröffentlichung: 6. Oktober 2016 Verkäufe: + 4.525.000   |
| 2017 | Want You Back HAIM                   | — | — | — | UK56 (5 Wo.)UK | — | Erstveröffentlichung: 22. Juni 2017                           |
| 2020 | Stupid Love Lady Gaga                | DE21 (8 Wo.)DE | AT17 (9 Wo.)AT | CH6 (12 Wo.)CH | UK5 Gold · (16 Wo.)UK | US5 Platin · (10 Wo.)US | Erstveröffentlichung: 28. Februar 2020 Verkäufe: + 1.855.000  |
| 2020 | Rain on Me Lady Gaga & Ariana Grande | DE9 Gold · (15 Wo.)DE | AT8 (16 Wo.)AT | CH5 (19 Wo.)CH | UK1 ×2Doppelplatin · (32 Wo.)UK | US1 ×2Doppelplatin · (20 Wo.)US | Erstveröffentlichung: 22. Mai 2020 Verkäufe: + 4.625.000      |